# Mollweidovo zobrazení

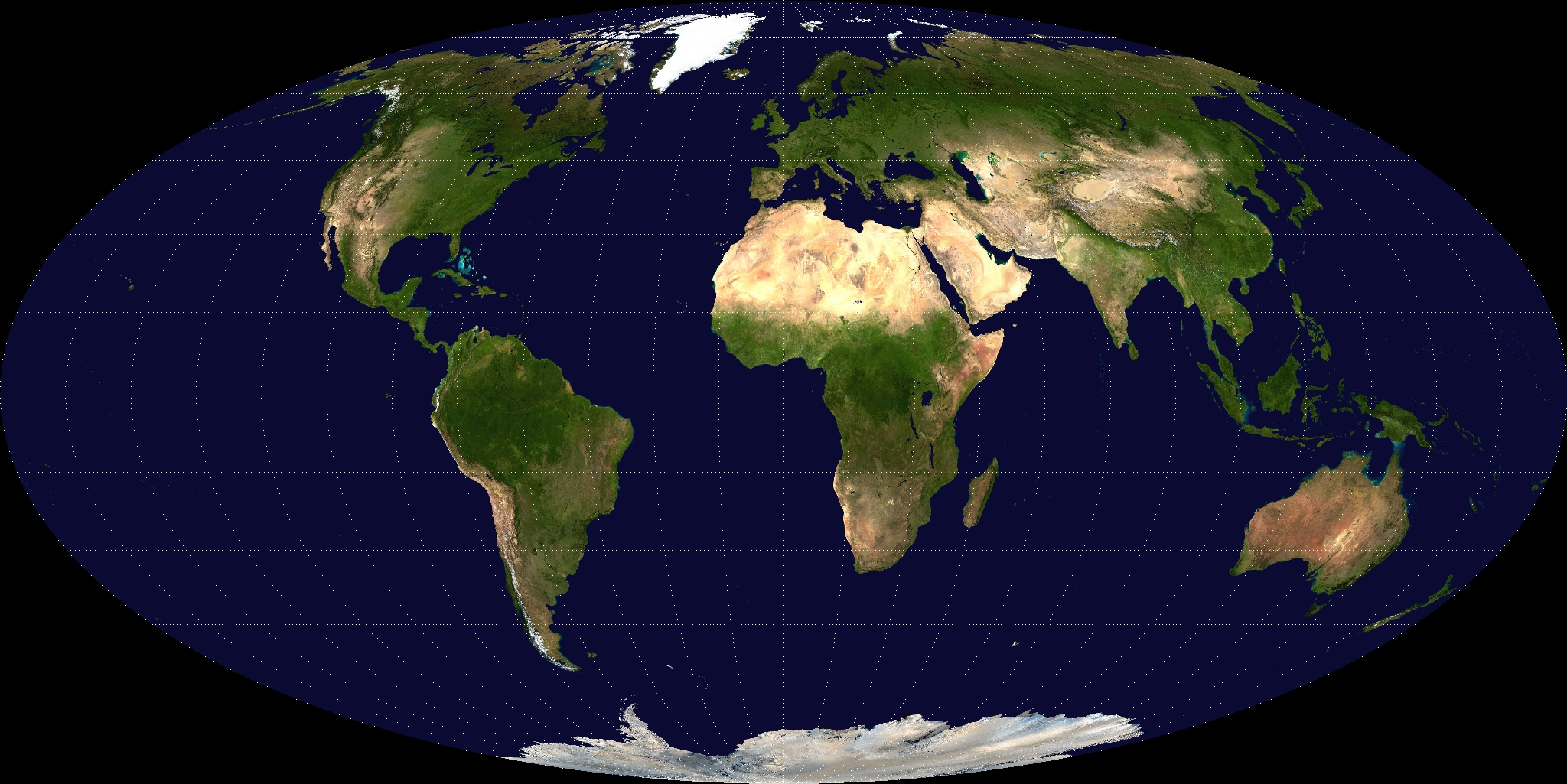
Družicový snímek světa v Mollweidově zobrazení.

Mollweidovo zobrazení je druh plochojevného pseudocylindrického mapového zobrazení, které navrhl roku 1805 německý matematik a kartograf Carl Brandan Mollweide. Někdy se používá též označení Babinetovo (podle jeho propagátora, francouzského fyzika Jacquese Babineta), Mollweidovo-Babinetovo nebo eliptické zobrazení. Používá se pro celkové znázornění povrchu Země.

Zkreslení Tissotovy indikatrix na mapě světa v Mollweidově zobrazení.

Mollweidovo zobrazení klade důraz na přesné vystižení ploch (je stejnoploché), což má za následek zkreslení úhlů a vzdáleností, zejména v okrajových částech mapy. I přes toto zkreslení však vystihuje polární oblasti věrněji, než například Eckertovo sinusoidální zobrazení.[zdroj⁠?!] Rovník je znázorněn jako přímá vodorovná úsečka a rovnoběžky jako úsečky s ním rovnoběžné, přičemž směrem k pólům se zmenšuje jejich délka i vzájemný odstup. Obrazy rovnoběžek jsou délkojevné. Na rovník je kolmý základní poledník, taktéž představovaný přímou úsečkou o poloviční délce. Ostatní poledníky jsou znázorněny jako půlelipsy, sbíhající se do pólů, přičemž poledníky ohraničující polokouli základního poledníku (tedy 90° na západ a východ od něj) mají tvar půlkružnic. Celkově má mapa tvar elipsy s ohnisky na průsečících obrysových poledníků základní polokoule s rovníkem.
Pro zmenšení deformací v krajových částech mapy se od roku 1923 používá tzv. Goodeova úprava, při níž není použit jeden základní poledník, ale středů zobrazení je několik a mají podobu poloviny poledníků, zatímco na protější straně rovníku je mapa jakoby „nastřižena“ do několika laloků. Umístění těchto základních půlpoledníků bývá zpravidla voleno tak, aby procházely světadíly, zatímco protilehlá „nastřižení“ připadají na méně důležité oblasti oceánů.